# Charte de l'Adriatique
- membre de l'OTAN
- non-membre de l'OTAN
- observateur

La Charte de l'Adriatique est une association formée par l'Albanie, la Croatie, la Macédoine du Nord et les États-Unis dans le but d'aider leurs tentatives d'adhésion à l'OTAN. La Charte a été signée le 2 mai 2003 à Tirana sous l'égide des États-Unis. Le rôle des États-Unis a semé une certaine confusion ; dans les discussions dans les autres États membres, la Charte est souvent appelée la Charte États-Unis-Adriatique. En septembre 2008, le Monténégro et la Bosnie-Herzégovine ont été invités à adhérer à la Charte et ont adhéré le 4 décembre 2008. La Serbie a accepté le statut d'observateur au même moment. Le 1er avril 2009, l'Albanie et la Croatie sont devenues les premiers membres du groupe à rejoindre l'OTAN. Le 5 juin 2017, le Monténégro a rejoint l'OTAN. Le 27 mars 2020, la Macédoine du Nord a rejoint l'OTAN.

## Membres
A rejoint en 2003
- Albanie (membre de l'OTAN depuis 2009)
- Croatie (membre de l'OTAN depuis 2009)
- Macédoine du Nord (membre de l'OTAN depuis 2020)
- États-Unis (membre fondateur de l'OTAN en 1949)

A rejoint en 2008
- Bosnie-Herzégovine
- Monténégro (membre de l'OTAN depuis 2017)

### Observateurs
Depuis 2008
- Serbie

- Kosovo (candidat à l'adhésion à la Charte de l'Adriatique depuis 2012)[4]